# دانشگاه وسترن انتاریو

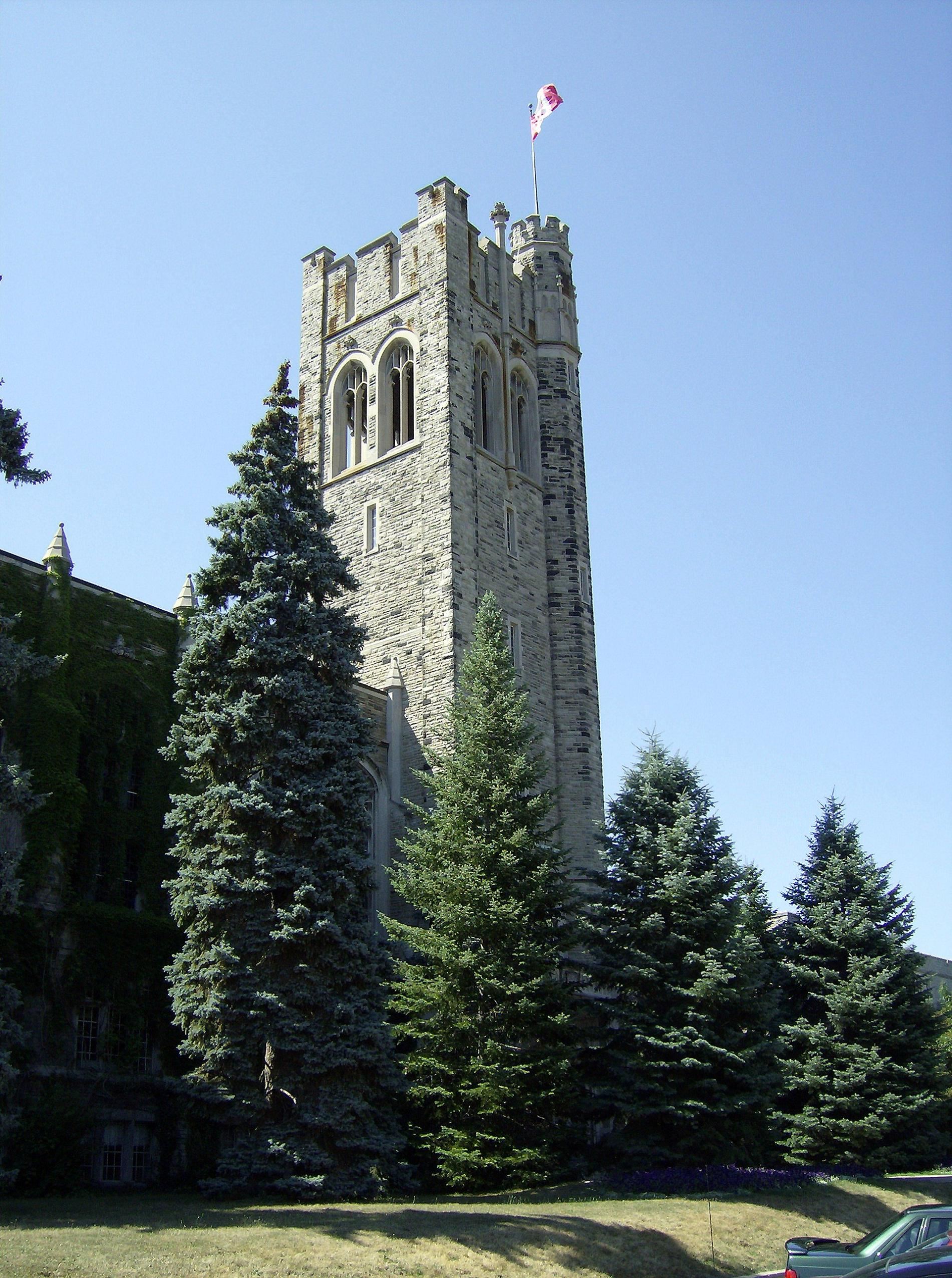
دانشگاه وسترن انتاریو

دانشگاه وسترن انتاریو که عموماً وسترن یا (University of Western Ontario: UWO) خوانده می‌شود، یکی از قدیمیترین دانشگاه‌های کانادا می‌باشد که دارای یکی از زیباترین محوطه‌ها در بین دانشگاه‌های کانادا است.
این دانشگاه در شهر لندن در انتاریو واقع شده‌است. این دانشگاه نخست در سال ۱۸۷۸ با نامThe Western University of London Ontario تأسیس گردید و در سال ۱۹۲۳ به نام فعلی تغییر نام داد.
وسترن عضو گروه۱۳ است که شامل ۱۳ دانشگاه برتر کانادا در زمینه تحقیق می‌گردد و دانشکده بیزینس Ivey آن دارای اعتبار جهانی می‌باشد.
دپارتمان عمران این دانشگاه جزء برترین‌های دنیا و طبق رنکینگ شانگهای در جایگاه ۱۳ دنیا قرار دارد.
وسترن یک مرکز آموزشی متنوع می‌باشد که ۱۲۴۹ استاد و ۳۵۰۰۰ دانشجو دارد. با توجه به بیانیه مأموریت دانشگاه، تحقیق یکی از مهم‌ترین اهداف دانشگاه است و سالانه بیش از ۲۰۰ میلیون دلار از این طریق درآمد کسب می‌نماید. با داشتن ۱۳ دانشکده و سه کالج وابسته وسترن در مجموع ۲۰۰ مدرک مختلف ارائه می‌نماید. حداقل معدل برای ورود به دانشگاه در مقطع کارشناسی ۸۶٪ و در مقاطع بالاتر ۷۸٪ است. نسبت دانشجو به استاد نیز ۲۱ می‌باشد.
محوطه پردیس دانشگاه که اغلب آن را به عنوان زیباترین دانشگاه کانادا می‌شناسند بیش از ۴۵۵ هکتار مساحت داشته که شامل ۷۵ ساختمان در محوطه اصلی وسترن و زمینهای دیگری در خارج از آن می‌باشد.
از سال ۲۰۰۰ وسترن فراخوان موفقی را به منظور جمع‌آوری کمکهای مالی آغاز نمود و توانست ۳۲۷ میلیون دلار کمک از بخش خصوصی، ۶۵ میلیون دلار هدیه شخصی و ۱۵۰ میلیون دلار از کمکهای دولتی دریافت نماید.
رنگهای رسمی دانشگاه بنفش و سفید می‌باشد و شعار دانشگاه نیز Veritas et utilitas است که معنی آن به انگلیسی Truth and usefulness و به فارسی حقیقت و سودمندیست. سمبل تیمهای ورزشی دانشگاه نیز اسب ماستنگ می‌باشد.

## دانش آموختگان سرشناس
- آلیس مونرو، برنده جایزه ادبیات نوبل